# ラキンタサウラ
ラキンタサウラ（学名 Laquintasaura 「ラキンタ（発見場所ラキンタ層）のトカゲ」の意）は、前期ジュラ紀ヘッタンギアン期に生息し、ベネズエララキンタ層から産出した、鳥盤類（装盾類説）の恐竜の属。種小名はベネズエラの人々を意味する。ラクインタサウラとも。

## 発見

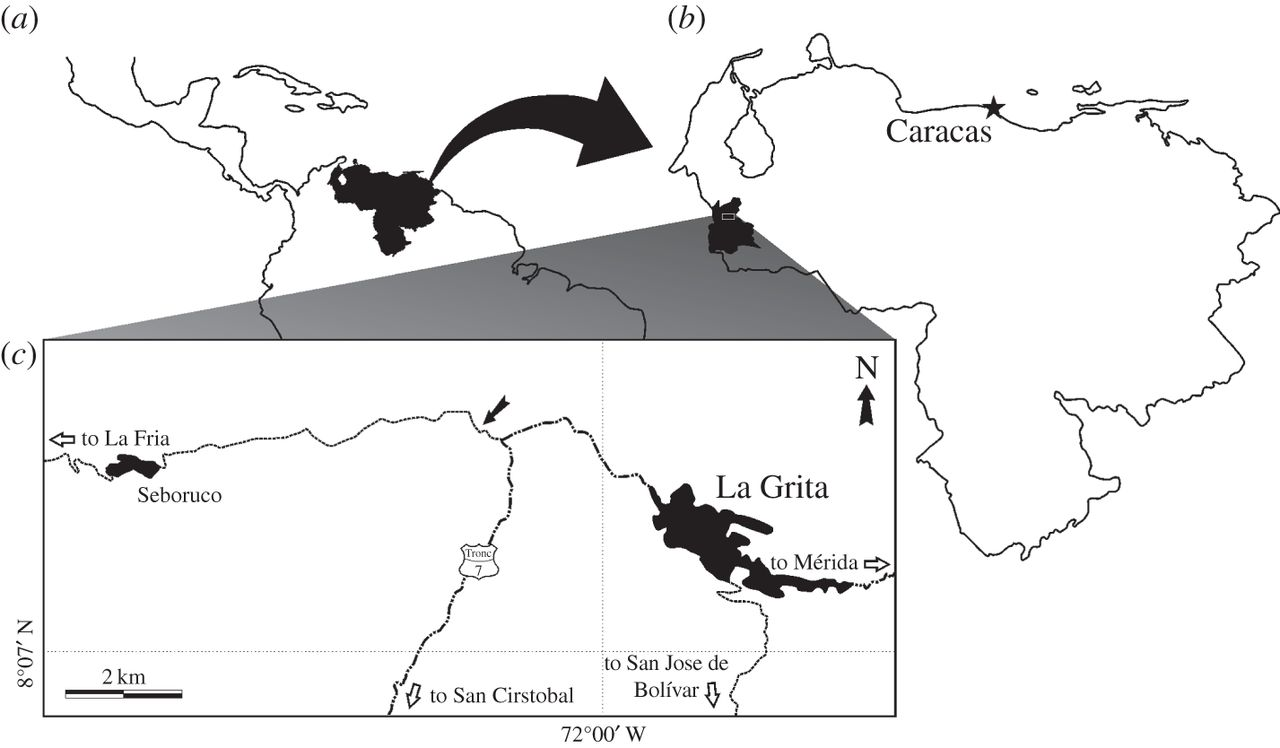
ラキンタサウラの発見場所

1980年代にフランスの古生物学者のチームがベネズエラタチラ州ラキンタ層のボーンベットから数百もの化石を発見した。2014年に記載された。

## 概要

ラキンタサウラとヒトと猫の大きさの比較図

鳥盤類の他の属と同様に、ラキンタサウラはしなやかな二足歩行の動物であったと考えられている。ラキンタサウラの推定全長は約1メートルと推定されているが、発見されている化石が亜成体な為正確な全長は不明。骨の内部の研究を行ったところ、成長の早さは遅く10歳から12歳の間に成体に到達したと考えられている。